# MapleStory
MapleStory (кор. 메이플스토리) — бесплатная многопользовательская ролевая онлайн-игра (MMORPG), разработанная южнокорейской компанией Wizet (издатель — компания Nexon). Выполнена в стилистике, близкой к одной из разновидностей аниме — чиби. Несмотря на простоту механики игры, в которой присутствует всего 4 параметра (как, например, в hack and slash Diablo II), довольно увлекательна и производит впечатление законченности. Большое внимание уделено защите учётных записей от взлома, а также защите от использования ботов.
Кроме того, в игре возможно завести питомца, пожениться, изменить свой внешний вид, но уже за реальные деньги.
Как и во многих других MMORPG, игроки MapleStory могут объединяться в группы для выполнения специальных групповых заданий или походов на боссов, создавать гильдии с последующей возможностью объединения их в альянс, добавлять друзей во френд-лист или обидчиков в игнор-лист.
Возможность PvP была добавлена в игру с различными модами, вроде Захвата флага.
14 апреля 2018 года анонсировали MapleStory 2.

## Геймплей
Управляется с помощью клавиатуры и мыши. Как и большинство MMORPG, ход игры представляет собой битву с монстрами, похождения на боссов, торговлю, выполнение заданий, получение различных предметов от одежды до обыкновенного мусора. Игровая валюта — meso.

## Персонажи
При создании персонажа игрок может выбрать среди четырёх классов: Explorers, Cygnus Knights, Heroes и Resistance, при этом на некоторых серверах пока доступны не все из них.
Explorers — класс персонажей, которые стартуют на Maple Island (начальная локация) и получают титул Beginner. После достижения 10 уровня (или 8 для магов), Beginner может выбрать одну из пяти профессий:
1. Warrior (воин);
2. Bowman (лучник);
3. Magician (маг);
4. Thief (вор);
5. Pirate (пират).

По мере прокачки персонажа можно получить другие профессии, которые позволят усовершенствовать навыки, обзавестись новыми умениями и бафами. Обычно это происходит на 30, 70 и 120 уровнях. Однако подкласс воров, Dual Blade, получает профессии отлично от остальных: на 20, 30, 55, 70 и 120 уровнях. Качать персонажей можно до 200 уровня.
Knights of Cygnus — другой класс персонажей, которые после создания получают титул Noblesse. Путешествие их начинается на острове Erev. На 10 уровне игроки могут выбрать одну из пяти работ, похожую на работы Explorers:
1. Flame Wizard
2. Night Walker
3. Soul Master
4. Wind Breaker
5. Striker

Однако, в отличие от класса Explorers, Knights of Cygnus достигают вершины своего мастерства лишь на 120 уровне.
Aran и Evan — это два класса, чья предыстория берет начало из рассказа о противостоянии Чёрной Магии.
Aran — пробудившийся от долгого сна легендарный воин с заснеженного острова Rien. У персонажа развита комбо-система, которая позволяет, набрав необходимое количество комбо-очков, убивая монстров, применять различные бафы, использовать эффектные навыки, увеличивающие силу персонажа.
Evan — уроженец фермы Uta. Персонаж, обладающий способностями мага, у которого, ко всему прочему, есть постоянный спутник — дракон, который растет вместе с хозяином и увеличивает его урон и силу.
Пока неизведанный большинством игроков класс Resistance начинает свой нелёгкий двухмерный путь в городе Edelstein, захваченном некогда последователями Чёрной Магии. После создания персонаж получает звание Citizen и может выбрать одну из предложенных профессий: Battle Mage, Wild Hunter и Mechanic.
1. Battle Mage — маг, использующий посох для физической атаки.
2. Wild Hunter — арбалетчик, сражающийся с нечистью прямо верхом на ягуаре (леопарде).
3. Mechanic — подобие пирата, сражающийся с помощью костюма, похожего на робота.

## Мир
Мир MapleStory состоит из нескольких континентов:
Maple Island — откуда прибывают Explorers.
Victoria Island — остров, где большинство персонажей получают свою профессию. Остров состоит из восьми городов: Perion — более известный, как город воинов, Ellinia — город магов, Henesys — город лучников и арбалетчиков, Kerning City — город воров и бандитов, Nautilus Port — городок пиратов, Lith Harbor — город, в который прибывают персонажи с Maple Island и Rien, Sleepywood — небольшое селение в центре леса, Florina Beach — пляж с различными монстрами.
Ossyria — состоящая из семи регионов: El Nath Mountains, Ludus Lake, Aqua Road, Minar Forest, Mu Lung Garden, Nihal Desert, Temple of Time и Erev. Существуют также регионы World Tour (Мировой Тур), включающий в себя локации из настоящего мира: Zipangu (Сипанго) — более известный как Япония, Singapore (Сингапур) и Malaysia (Малайзия).
С появлением класса Aran на карту добавляется островок Rien, а с появлением класса Resistance — город Edelstein, расположенный на отдельном материке.

## Cash Shop
Cash Shop — игровой магазин, где игроки могут за реальные деньги купить себе различные виртуальные товары: купоны на изменение внешности, купоны на свадьбу, одежду, питомцев и многие другие предметы, необходимые в игре. Однако большинство предметов, купленных в Cash Shop исчезают через определённый срок. Cash Shop также предлагает купить целые магазинчики, которые помогут игрокам обмениваться товарами в Free Market и тем самым зарабатывать meso (игровая валюта).